# انقلاب 2012 في ساحل العاج
انقلاب ساحل العاج محاولة انقلاب فاشلة كان هدفها اسقاط الحكومة دبرها ضباط عسكريون منفيون ومستشار مقرب للرئيس السابق لوران غباغبو. قال وزير الداخلية باكايوكو أن أجهزة الأمن اعتقلت عدة اشخاص متورطين في المؤامرة المزعومة وصادرت وثائق تحدد خطة للإطاحة بالرئيس الجديد الحسن واتارا وانشاء سلطة انتقالية. وقال في تصريحات على شاشة التلفزيون الحكومي: سنظفر بهم واحدا بعد الآخر، وهي إشارة إلى أفراد قال إنهم تورطوا في المؤامرة لكن لم يتم بعد اعتقالهم.

## محاولة الانقلاب
جائت المحاولة الانقلابية وجمهورية ساحل العاج تصارع لتحقيق انتعاش تدريجي من أعمال العنف التي شهدتها البلاد في أعقاب الانتخابات الرئاسية المثيرة للجدل عام 2010. فاز الحسن واتارا في الانتخابات التي أشرفت عليها الأمم المتحدة، لكن باغبو الذي كان يتولى الرئاسة حينذاك، رفض التخلي عن السلطة حتى هزمته قوات واتارا بدعم من قوات فرنسية وأخرى تابعة للأمم المتحدة. حزب باغبو أعلن تعليق مشاركته في «أي عملية مصالحة وطنية» في ساحل العاج بعد نقل الرئيس السابق إلى المحكمة الجنائية الدولية أواخر العام الماضي.
أعلن حامد باكايوكو وزير داخلية ساحل العاج أن السلطات «أحبطت مؤامرة لإسقاط الحكومة الحالية دبَّرها ضباط عسكريون منفيون ومستشار مقرب من الرئيس السابق لوران باغبو».وقال «لقد اعتقلت أجهزة الأمن عدة أشخاص ضالعين بالمؤامرة المزعومة، وصادرت وثائق ترسم خطة للإطاحة بالرئيس الحسن واتارا، وإقامة سلطة عسكرية انتقالية مكانها.» وعرض باكايوكو تسجيل فيديو قال إن المتآمرين كانوا يعتزمون بثه بعد الاستيلاء على مقر الإذاعة والتلفزيون، وأظهر التصوير سيء الجودة عدة ضباط يرتدون الزي العسكري ويجلسون أمام علم ساحل العاج، بينما راح أحدهم يقرأ بيانا يعلن فيه استيلاء مجلس عسكري على الحكم. وعرَّف باكابوكو القائد والمتحدث باسم المجموعة المزعومة بأنه الكولونيل كيت غنوتوا الضابط البارز السابق في قوات حرس الرئيس السابق باغبو، حيث ظهر في مقطع الفيديو وهو يقرأ بيانًا يقول فيه: «لقد تم حل كل مؤسسات الدولة وتعليق كل الأنشطة السياسية، وأعلن حظر تجول لحين إشعار آخر، وأغلقت جميع الحدود البرية والجوية والبحرية».